# Fiskhålet
Fiskhålet är en sjö i Lycksele kommun i Lappland och ingår i Öreälvens huvudavrinningsområde. Sjön har en area på 0,117 kvadratkilometer och ligger 363,4 meter över havet.

## Delavrinningsområde
Fiskhålet ingår i det delavrinningsområde (716440-162384) som SMHI kallar för Ovan 716201-162528. Medelhöjden är 351 meter över havet och ytan är 11,01 kvadratkilometer. Det finns inga avrinningsområden uppströms utan avrinningsområdet är högsta punkten. Vårträskbäcken som avvattnar avrinningsområdet har biflödesordning 2, vilket innebär att vattnet flödar genom totalt 2 vattendrag innan det når havet efter 175 kilometer. Avrinningsområdet består mestadels av skog (84 procent). Avrinningsområdet har 0,68 kvadratkilometer vattenytor vilket ger det en sjöprocent på 6,2 procent.